# Nervure (aéronautique)
Pour les articles homonymes, voir Nervure.

structure d'une aile avec un seul longeron, nervures en rouge

En construction aéronautique, les nervures constituent une partie de la structure des ailes d'un avion. 
La rigidité des ailes dans le sens de l'envergure est assurée par des longerons : souvent un seul pour les avions légers, deux pour des moyens-porteurs, parfois trois sur les très grands appareils comme le Boeing 747. Les nervures sont des structures placées perpendiculairement aux longerons (donc dans le plan avant-arrière de l'avion) qui, à leur tour, soutiennent la couverture de l'aile.